# Антенен, Жорж
Жорж Антенен (фр. Georges Antenen; род. 20 декабря 1903 года в Ла-Шо-де-Фон, Швейцария — ум. 25 марта 1979 года в Ла-Шо-де-Фон, Швейцария) — швейцарский шоссейный велогонщик, выступавший с 1923 по 1935 год. Двукратный чемпион Швейцарии. Бронзовый призёр чемпионата мира 1923 года.

## Достижения
1923
3-й  Чемпионат мира — любители
1927
3-й Тур дю Лак Леман
1928
1-й Тур дю Лак Леман
1-й Тур Северо-Западной Швейцарии
1-й Тур Восточной Швейцарии
2-й Чемпионат Швейцарии
1929
2-й Чемпионат Швейцарии
1930
1-й  Чемпионат Швейцарии
1-й Тур Северо-Западной Швейцарии
1931
2-й Чемпионат Швейцарии
1932
1-й Тур дю Лак Леман
3-й Тур Северо-Западной Швейцарии
1933
1-й  Чемпионат Швейцарии
1-й Тур Северо-Западной Швейцарии
1. 1 2  Bibliothèque nationale de France Georges Antenen // Autorités BnF (фр.): платформа открытых данных — 2011.